# Kawasaki ZZR 1400

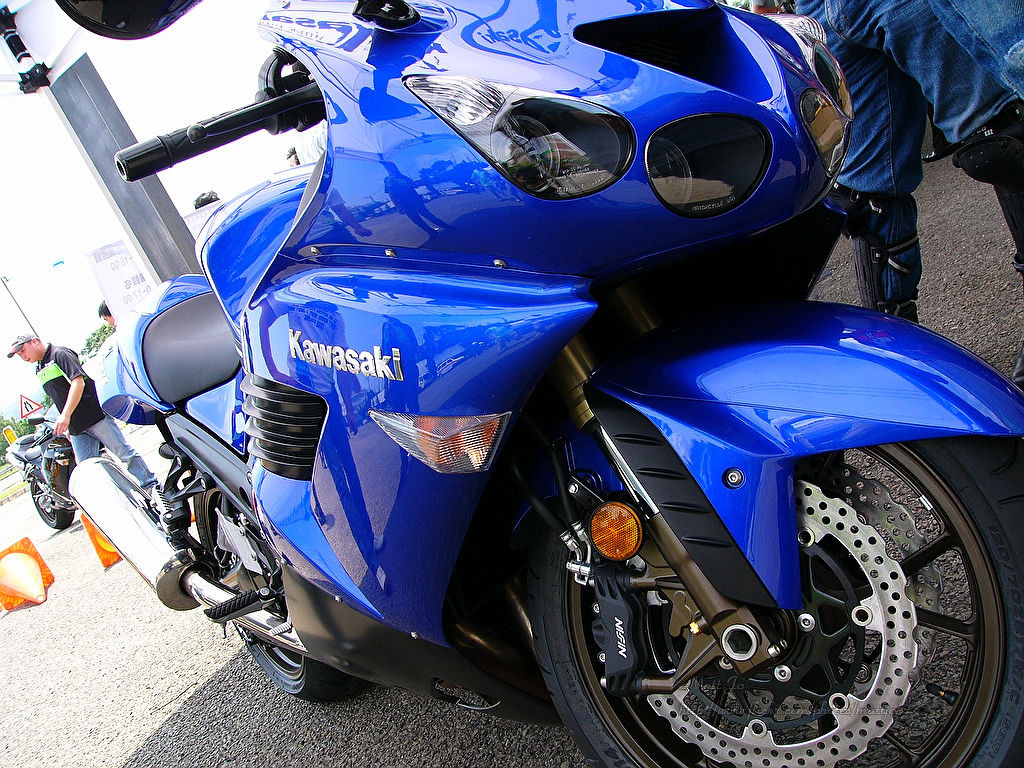
Kawasaki ZZR 1400

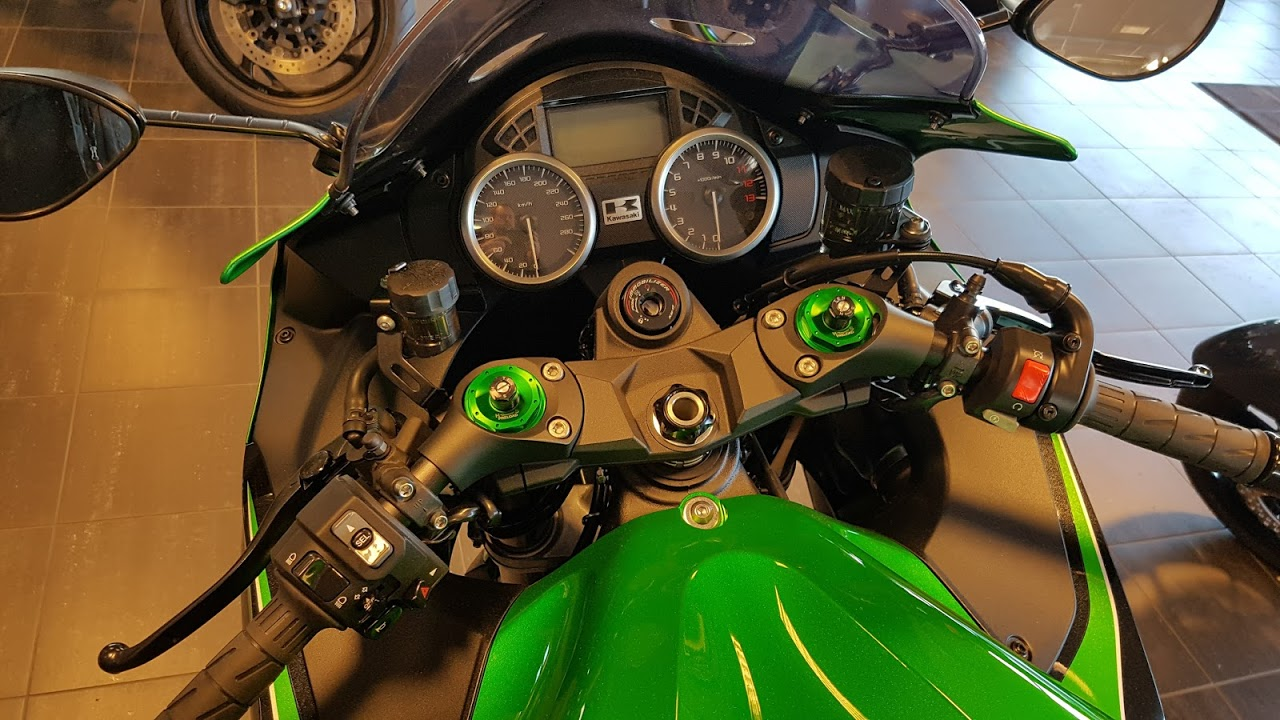
Instrumentpanel ZZR 1400

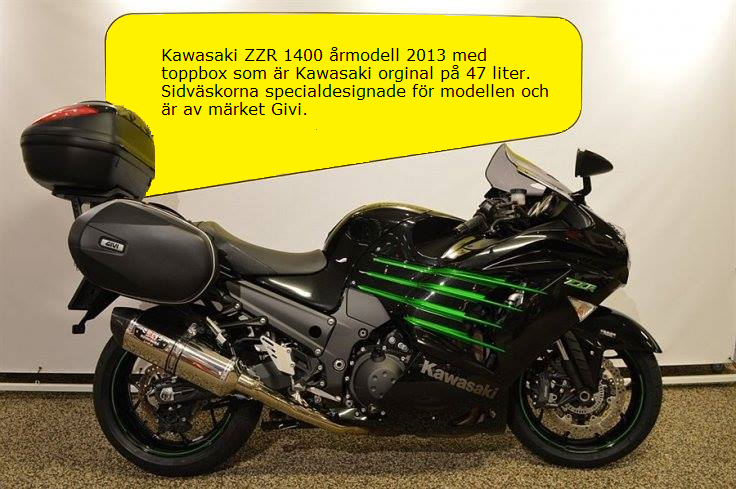
Packväskor till ZZR 1400.

Kawasaki ZZR 1400 är en av Kawasakis gatumotorcykelmodeller. Modellen har 190 - 200 hästkrafter beroende på årsmodell. Det går att uppnå 210 hästkrafter vid höga farter då motorn trycksätts av fartvinden, "luffarturbo" som det ibland kallas. Med en vikt på 267 kg går 0-100 km/h går på 3,1 sekunder och 200 km/h på 7,8 sekunder. Modellen säljs även under beteckningen ZX14R i vissa länder.

## Fakta för modellår 2016
Fakta hämtad från Kawasaki.
- Motortyp: Vätskekyld, 4-takts radfyra
- Slagvolym: 1 441 cm³
- Borrning x slaglängd: 84 x 65 mm
- Kompressionsförhållande: 12,3:1
- Ventilsystem: DOHC, 16 ventiler.
- Bränslesystem: Bränsleinsprutning: Ø 44 mm x 4 (Mikuni)
- Startsystem: Elektrisk
- Smörjning: Trycksmörjning, våtsump med oljekylning.
- Maximal effekt: 147,2 kW (200 hk) / 10 000 rpm
- Maximal effekt med RAM-luft: 154,5 kW (210 hk) / 10 000 rpm
- Bränsleförbrukning: 6,4 l/100 km  CO2-utsläpp: 173 g/km
- Maximalt vridmoment: 158,2 Nm (16,1 kpm) / 7 500 rpm
- Växellåda: 6-växlad
- Slutdrift: O-ringskedja
- Primärt: utväxlingsförhållande 1,556 (84/54)
- Utväxling 1:an 2,611 (47/18)
- Utväxling 2:an 1,947 (37/19)
- Utväxling 3:an 1,545 (34/22)
- Utväxling 4:an 1,333 (32/24)
- Utväxling 5:an 1,154 (30/26)
- Utväxling 6:an 1,036 (29/28)
- Slutligt utväxlingsförhållande 2,471 (42/17)
- Koppling: Flerskivig våtlamell, manuell.
- Ramtyp: Monocoque, pressad aluminium.
- Försprång: 93 mm  Fjädringsväg fram: 117 mm
- Fjädringsväg bak: 124 mm
- Däck, fram: 120/70ZR17M/C (58W)
- Däck, bak: 190/50ZR17M/C (73W)
- Styrvinkel V/H 31°/ 31°  L x B x H: 2 170 x 770 x 1 170 mm
- Hjulbas: 1 480 mm
- Markfrigång: 125 mm
- Bränslevolym: 22 liter
- Sitthöjd: 800 mm
- Bromsar, fram:  Dubbla halvflytande 310 mm vågformade skivor. Ok: Radiellt, monoblock, motgående 4 kolvs, 4 klossar.
- Bromsar, bakre: Enkel 250 mm vågformad skiva. Ok: motgående 2-kolvs
- Fjädring, fram: 43 mm inverterad gaffel med topout-fjädrar. Kompressionsdämpning: 18-stegs. Returdämpning: 15-stegs.  Fjäderförspänning: Fullt justerbar
- Fjädring, bak: Uni-Trak bottenlänk med gasfylld stötdämpare. Kompressionsdämpning: steglös. Returdämpning: steglös.  Fjäderförspänning: Fullt justerbar